# Pierre Boissel
Pour les articles homonymes, voir Boissel.
Pierre Boissel, aussi connu comme le « Docteur Boissel », est un médecin généraliste français et poète occitan, né en 1872 et mort en 1939 à Saint-Cyprien.

## Biographie
Après des études de médecine à Toulouse, il exerce sur le front pendant la Première Guerre mondiale, puis ouvre un cabinet à Saint-Cyprien, où il est surnommé « le bon Docteur Boissel » et « le médecin des pauvres ».
Devenu aveugle vers la fin de sa vie, il arrêta la médecine et se tourna vers la composition de poèmes en occitan qu'il dictait, et qui ont été publiés dans plusieurs revues et journaux. Une partie d'entre eux a été rassemblée dans un recueil intitulé Lo Ser al canton, paru en 1936. Une traduction en français a été publiée en 2011 sous le titre « Le Soir au cantou, recueil de poésies patoises ».
Un inventaire de l'Institut occitan publié en 2010 indique que ses récits rimés sont encore récités ou joués en Périgord. En 2018, Flors de bruga et Estugi ma pluma, deux recueils de près de trois cents poèmes restés inédits, sont publiés dans leur graphie originale (phonétique), en graphie occitane normalisée et en français.

## Pour approfondir